# (3789) Zhongguo
(3789) Zhongguo – planetoida z grupy pasa głównego asteroid okrążająca Słońce w ciągu 5,96 lat w średniej odległości 3,29 au. Została odkryta 25 października 1928 roku. Przed nadaniem nazwy planetoida nosiła oznaczenie tymczasowe (3789) 1928 UF.

## Odkrycie i nazwa
W 1928 chiński astronom Zhang Yuzhe, przebywając w Stanach Zjednoczonych na studiach w Chicago, odkrył planetoidę, która otrzymała tymczasowe oznaczenie 1928 UF, a później numer 1125. Nazwał ją "China" (Chiny) czyli "中華" (Zhōnghuá). Jednak planetoida ta została zagubiona, co znaczy, że nie zaobserwowano jej poza wstępnymi obserwacjami i precyzyjne obliczenie parametrów jej orbity było niemożliwe.
W 1957 w Obserwatorium Zijinshan w Chinach odkryto nową planetoidę i za zgodą Zhang Yuzhe temu nowemu obiektowi, 1957 UN1, zostało ponownie przydzielone oficjalne oznaczenie (1125) China – w miejsce utraconego 1928 UF.
Jednak w 1986 nowo odkryty obiekt 1986 QK1 okazał się ponownie odkrytą planetoidą pierwotnie oznaczoną jako 1928 UF i obiekt ten został nazwany 3789 Zhongguo. "Zhongguo" ("Kraj Środka") to "Chiny" w języku mandaryńskim.